# Съвет за контрол на финансовите дейности (Бразилия)
Съвет за контрол на финансовите дейности (на португалски: Conselho de Controle de Atividades Financeiras – COAF) ‎е колегиален орган на Министерството на финансите на Бразилия, който събира и проучва информация за финансови трансакции с цел идентифициране на подозрителни случаи на незаконни дейности, свързани с прането на пари. 

## История
В изпълнение на международните си ангажименти, поети с подписването на Виенската конвенция (1988), Националният конгрес на Бразилия приема Федерален закон 9613 от 3 март 1998 г. за борбата с прането на пари и укриването на средства, имущество и ценности, придобити от незаконна дейност. Законът съдържа основните мерки, които бразилката страна предприема, за да предотврати опитите за употреба на националната финансова система за незаконни дейности и създава Съвет за контрол на финансовите дейности (на португалски: Conselho de Controle de Atividades Financeiras – COAF) към Министерството на финансите на Бразилия.
Целта на Съвета за контрол на финансовите дейности е да координира дейностите по създаване на национална система за обмяна на информация и сътрудничество в областта на борбата срещу прането на пари. Всички дейности на Съвета трябва да допринесат за бързата и ефективна реакция на властите в борбата срещу прането на пари. Основните дейности, които законът възлага на Съвета, са:
- да събира необходимата информация;
- да разследва и идентифицира всички дейности, които будят подозрение за извършване на финансови престъпления;
- да сезира компетентните органи, когато открие доказателство за такива престъпления или всякакви други незаконни дейности, както и да им оказва съдействие за предприемане на съответните мерки;
- да дисциплинира и налага адекватни административни наказания, предвидени в закона, на всички длъжностни лица, за които той създава задължения.

Съветът за контрол на финансовите дейности се състои от осем членове и един председател. Председателят на съвета се назначава от президента на Бразилия по предложение на министъра на финансите. Членовете на Съвета се назначават с акт на министъра за срок от три години с право на преназначаване. Според изискванията за членове на съвета се назначават държавни служители от персонала на няколко държавни органи и ведомства:
1. Централната банка на Бразилия;
2. Комисията по ценните книжа;
3. Суперинтендатнството за чатното застраховане;
4. Главната финансова прокуратура;
5. Секретариата за федерални приходи;
6. Разузнавателния отдел на Военния департамент към Президентството;
7. Департамента за Федерална полиция;
8. Министерството на външните работи

Актовете на Съвета от своя страна се обжалват пред ресорния министър.
По силата на извънреден президентски декрет от 1 януари 2109 г. Съветът става част от структурата на Министерството на правосъдието и обществената сигурност. През май същата година Конгресът на страната блокира прехвърлянето на съвета към Правосъдното министерство и го връща отново под административната шапка на тигавашното Икономическо министерство. След това с Извънредна мярка от 19 август 2019 г. президентът Болсонаро променя името на Съвета в Звено за финансово разузнаване (Unidade de Inteligência Financeira) и го прави част от структурата на Централната банка. При това новото Звено запазва всички прерогативи, с които се ползва Съветът, а служителите на Съвета стават служители на Звеното, без това да се отрази на тяхното заплащане. Новото Звено за финансово разузнаване получава и нова структура. То вече се състои от Съвещателен съвет и Технико-административен състав.
След изменение на текста на президентския декрет в Националния конгрес, санкциониран със Закон № 13 974 от 7 януари 2020 г., името на звеното остава Съвет за контрол на финансовите дейности. То остава част от административната структура на Централаната банка на Бразилия, но се ползва с техническа и оперативна самостоятелност, а юрисдикцията му продължава да покрива цялата територия на Бразилия. 
След встъпването си в длъжност на 1 януари 2023 г. новоизбраният президент Лула да Силва отнов връща Съвета за контрол на финансовите дейности в структурата на възстановеното от него Министерство на финансите.